# Akademi sydost
Akademi sydost var en strategisk samverkan mellan tre universitet och högskolor i sydöstra Sverige under åren 2004 – 2008. Följande lärosäten deltog i samarbetet: Blekinge tekniska högskola, Högskolan i Kalmar och Växjö universitet. Projektarbeten kring Akademi sydost påbörjades under 2004. I början av 2006 tecknades ett mer formellt treårigt avtal om strategisk samverkan, avtalet avsåg alltså perioden 2006 – 2008.
Sedan Blekinge tekniska högskola dragit sig ur samarbetet under 2008 blev det Högskolan i Kalmar och Växjö universitet som fortsatte arbetet mot en ökad samverkan. Detta ledde efterhand fram till beslut om att gå samman i ett nytt universitet med namnet Linnéuniversitetet. Samgåendet genomfördes 1 januari 2010.